# Kolem Baskicka
Kolem Baskicka je každoroční etapový cyklistický závod, který se koná během dubna ve Španělsku, v regionu Baskicko. Závod patří do nejvyšší kategorie závodů UCI World Tour. Vzhledem k tomu, že Baskicko je hornatá oblast, je součástí závodu jen velmi málo rovinatých etap a proto závod vyhovuje především silným vrchařům. Závod se vyznačuje krátkými etapami které jen výjimečně přesahují vzdálenost 200 km. I když stoupání v závodě nejsou zvlášť dlouhé ve srovnání s jinými etapovými závody, patří k nejstrmějším v profesionální cyklistice. Závodí se i na úsecích se sklonem přes 20 %.

## Historie
Původní závod Kolem Baskicka měl krátkou historii, v letech 1924 až 1935 proběhlo jen 8 ročníků, než ho občanská válka zdánlivě nadobro zničila. Jeden z těchto prvních ročníků je komentován v románu Ernesta Hemingwaye I slunce vychází/Fiesta (The Sun Also Rises).
V roce 1952 založil Eibarský cyklistický klub k oslavě svého 25. výročí nový třídenní závod s názvem Bicicleta Eibarresa. Zahajovacího ročníku se zúčastnil i bývalý francouzský národní šampion Louis Caput.
V roce 1969 se organizátoři rozhodli závod (do té doby dlouhý 5 etap) uspořádat pod jménem 9. Závod Kolem Baskicka - 18. Bicicleta Eibarresa a tak se závod Bicicleta Eibarresa přetvořil do znovuzrozeného Kolem Baskicka. Starší ročníky Bicicleta Eibarresa ale nejsou uznány jako součást historie závodu Kolem Baskicka. Cyklistický klub Eibar se po ročníku 1973 vzdal kontroly nad závodem, ale zachoval si právo na jméno Bicicleta Eibarresa, které bylo sporadicky znovu používáno, aby pomohlo propagovat další, méně hodnocené závody.
Prvním vítězem Kolem Baskicka se stal Francis Pélissier z Francie, a prvním vítězem „moderního“ závodu (1969) se stal Jacques Anquetil, také z Francie. Nejúspěšnějšími jezdci v historii Tour jsou Španělé José Antonio González, který závod vyhrál čtyřikrát v letech 1972, 1975, 1977 a 1978, a Alberto Contador, který závod vyhrál také čtyřikrát a to v letech 2008, 2009, 2014 a 2016. Od svého oživení v roce 1969 se závod konal každý rok, s výjimkou roku 2020, kdy se závod nekonal z důvodu pandemie covidu-19.
Vítěz na pódiu tradičně nosí baskický baret.

## Seznam vítězů
| Rok                                                       | Země        | Jezdec                     | Tým                           |
| --------------------------------------------------------- | ----------- | -------------------------- | ----------------------------- |
| 1924                                                      | Francie     | Francis Pélissier          |                               |
| 1925                                                      | Belgie      | Auguste Verdyck            |                               |
| 1926                                                      | Lucembursko | Nicolas Frantz             |                               |
| 1927                                                      | Francie     | Victor Fontan              |                               |
| 1928                                                      | Belgie      | Maurice De Waele           |                               |
| 1929                                                      | Belgie      | Maurice De Waele           |                               |
| 1930                                                      | Španělsko   | Mariano Cañardo            |                               |
| V letech 1931 - 1934 se závod nekonal.                    |             |                            |                               |
| 1935                                                      | Itálie      | Gino Bartali               |                               |
| V letech 1936 - 1968 se závod nekonal.                    |             |                            |                               |
| 1969                                                      | Francie     | Jacques Anquetil           |                               |
| 1970                                                      | Španělsko   | Luis Pedro Santamarina     |                               |
| 1971                                                      | Španělsko   | Luis Ocaña                 |                               |
| 1972                                                      | Španělsko   | José Antonio González      |                               |
| 1973                                                      | Španělsko   | Luis Ocaña                 |                               |
| 1974                                                      | Španělsko   | Miguel María Lasa          |                               |
| 1975                                                      | Španělsko   | José Antonio González      |                               |
| 1976                                                      | Itálie      | Gianbattista Baronchelli   |                               |
| 1977                                                      | Španělsko   | José Antonio González      |                               |
| 1978                                                      | Španělsko   | José Antonio González      |                               |
| 1979                                                      | Itálie      | Giovanni Battaglin         |                               |
| 1980                                                      | Španělsko   | Alberto Fernández          |                               |
| 1981                                                      | Itálie      | Silvano Contini            |                               |
| 1982                                                      | Španělsko   | José Luis Laguía           | Reynolds                      |
| 1983                                                      | Španělsko   | Julián Gorospe             | Reynolds                      |
| 1984                                                      | Irsko       | Sean Kelly                 | Skil–Reydel–Sem–Mavic         |
| 1985                                                      | Španělsko   | Pello Ruiz Cabestany       | Seat–Orbea                    |
| 1986                                                      | Irsko       | Sean Kelly                 | Kas                           |
| 1987                                                      | Irsko       | Sean Kelly                 | Kas                           |
| 1988                                                      | Nizozemsko  | Erik Breukink              | Panasonic–Isostar–Colnago–Agu |
| 1989                                                      | Irsko       | Stephen Roche              | Fagor–MBK                     |
| 1990                                                      | Španělsko   | Julián Gorospe             | Banesto                       |
| 1991                                                      | Itálie      | Claudio Chiappucci         | Carrera Jeans–Tassoni         |
| 1992                                                      | Švýcarsko   | Tony Rominger              | CLAS–Cajastur                 |
| 1993                                                      | Švýcarsko   | Tony Rominger              | CLAS–Cajastur                 |
| 1994                                                      | Švýcarsko   | Tony Rominger              | Mapei–CLAS                    |
| 1995                                                      | Švýcarsko   | Alex Zülle                 | ONCE                          |
| 1996                                                      | Itálie      | Francesco Casagrande       | Saeco–AS Juvenes San Marino   |
| 1997                                                      | Švýcarsko   | Alex Zülle                 | ONCE                          |
| 1998                                                      | Španělsko   | Íñigo Cuesta               | ONCE                          |
| 1999                                                      | Francie     | Laurent Jalabert           | ONCE–Deutsche Bank            |
| 2000                                                      | Německo     | Andreas Klöden             | Team Telekom                  |
| 2001                                                      | Litva       | Raimondas Rumšas           | Fassa Bortolo                 |
| 2002                                                      | Španělsko   | Aitor Osa                  | iBanesto.com                  |
| 2003                                                      | Španělsko   | Iban Mayo                  | Euskaltel–Euskadi             |
| 2004                                                      | Rusko       | Děnis Meňšov               | Illes Balears–Banesto         |
| 2005                                                      | Itálie      | Danilo Di Luca             | Liquigas–Bianchi              |
| 2006                                                      | Španělsko   | José Ángel Gómez Marchante | Saunier Duval–Prodir          |
| 2007                                                      | Španělsko   | Juan José Cobo             | Saunier Duval–Prodir          |
| 2008                                                      | Španělsko   | Alberto Contador           | Astana                        |
| 2009                                                      | Španělsko   | Alberto Contador           | Astana                        |
| 2010                                                      | USA         | Chris Horner               | Team RadioShack               |
| 2011                                                      | Německo     | Andreas Klöden             | Team RadioShack               |
| 2012                                                      | Španělsko   | Samuel Sánchez             | Euskaltel–Euskadi             |
| 2013                                                      | Kolumbie    | Nairo Quintana             | Movistar Team                 |
| 2014                                                      | Španělsko   | Alberto Contador           | Tinkoff–Saxo                  |
| 2015                                                      | Španělsko   | Joaquim Rodríguez          | Team Katusha                  |
| 2016                                                      | Španělsko   | Alberto Contador           | Tinkoff                       |
| 2017                                                      | Španělsko   | Alejandro Valverde         | Movistar Team                 |
| 2018                                                      | Slovinsko   | Primož Roglič              | LottoNL–Jumbo                 |
| 2019                                                      | Španělsko   | Jon Izagirre               | Astana                        |
| V roce 2020 se závod nekonal z důvodu pandemie covidu-19. |             |                            |                               |
| 2021                                                      | Slovinsko   | Primož Roglič              | Team Jumbo–Visma              |
| 2022                                                      | Kolumbie    | Daniel Felipe Martínez     | Ineos Grenadiers              |
| 2023                                                      | Dánsko      | Jonas Vingegaard           | Team Jumbo–Visma              |
| 2024                                                      | Španělsko   | Juan Ayuso                 | UAE Team Emirates             |
| 2025                                                      | Portugalsko | João Almeida               | UAE Team Emirates XRG         |